# 小五站镇
小五站镇，是中华人民共和国黑龙江省七台河市勃利县下辖的一个乡镇级行政单位。

## 行政区划
小五站镇下辖以下地区：
宏图村、驼腰子村、大义村、卫东村、东丰村、保丰村、新民村、庆云村、新兴村、大六村、东风林场、大六林场和东方红林场。